# Cathaoir mac Airt MacMurrough-Kavanagh
Cathaoir mac Airt MacMurrough-Kavanagh (mort après  février 1554) (en irlandais Cathaoir mac Airt Mac Murchada Caomhánach ) est le 17e roi de Leinster de 1547 à 1554 .

## Origine
Cathaoir mac Airt appartient au Sliocht Diarmada Láimhdeirg c'est-à-dire qu'il est un descendant de Diarmaid Láimhdhearg (mort en 1511) lui même fils de Diarmaid (mort en 1443). Ce dernier est le fils aîné de Gearalt Caonhánach (mort en 1431) le  frère cadet et tánaiste de Donnchad mac Art MacMurrough-Kavanagh mais aussi souverain de facto de 1419 à sa mort. Le père de Cathaoir;  Art (mort après 1517) était le frère aîné de Dúnlang le candidat malheureux au trône en 1531 face à Cathaoir MacMurrough-Kavanagh.

## Règne
Cathaoir mac Airt est mentionné pour la première fois dans les sources lorsqu'il incendie le château de Dromore près de Kilkenny. Comme représentant de la lignée aînée des Mac Murchadha, il devient ensuite un puissant seigneur reconnu comme tel lorsqu'il épouse une fille anonyme de Gerald FitzGerald 9e comte de Kildare. Comme les autres membres de la famille Mac Murrough il soutient la révolte contre la couronne de la famille FitzGerald en 1534-1535 mais il est capturé et enfermé dans le château de Dublin dont il s'évade peut-être avec le consentement du Lord Deputy d'Irlande Léonard Grey (1536-1540) 
Après l'écrasement des FitzGerald et de leurs partisans le gouvernement anglais reconnait la prééminence locale de Cathaoir et le presse de réorganiser la région en abolissant les droits et coutumes irlandaises.Au début de la décennie 1540 il parvient à supplanter  son homonyme le roi Cathaoir MacMurrough-Kavanagh et confirme sa prédominance militaire en infligeant une défaite à Gearalt mac Cathaoir Mac-Murrough (fl. 1545)  et aux O' Byrne lors du combat de Hacketstown. Il est toutefois écarté par les Mac Murrough qui désignent vers 1543 comme souverain et successeur de Cathaoir,  son cousin Muircheartach mac Airt Buidhe un descendant de Domhnall Riabhach. Quatre ans plus tard à la mort de ce dernier il est finalement élu roi de Leinster. Un conflit pour la prédominance régionale éclate alors entre lui et Richard Butler futur vicomte Mountgarett. Cette crise déclenche l'intervention indécise du Lord Deputy d'Irlande Edward Bellingham (1548-1549) qui amène Cathaoir à s'allier avec Aodh O'Byrne. Cathoir s'empare du château de Ferns qui appartient à son ennemi et en représailles les anglais dévastent ses domaines des MacMurrough. Il est alors contraint à renoncer à son titre de « MacMurrough » à Dublin le 4 novembre 1550 devant le  Lord Deputy Anthony St Leger rappelé en Irlande. En compensation il obtient dans le cadre du processus de Renonciation et restitution le 8 février 1554 le titre de « 1er baron de Ballyanne » ainsi que le droit de siéger à la pairie d'Irlande. Il reçoit également la fonction de Capitaine de sa région. Il meurt à une date indéterminée peu après février 1554.

## Postérité
Cathaoir laisse deux fils :
- Diarmaid tánaiste (mort après 1570) ;
- Brian mort en 1578 père de Murchadh dont le nom sera anglicisé en Morgan (mort en 1636).

## Sources
- (en) Dictionary of Irish Biography : Emmett O'Byrne MacMurrough Kavanagh (MacMurchadha), Cathaoir
- (en) T.W Moody, F.X. Martin et F.J. Byrne, A New History of Ireland IX Maps, Genealogies, Lists. A companion to Irish History part II, Oxford, Oxford University Press, 2011, 690 p. (ISBN 978-0-19-959306-4).
- (en) James Hughes, The Fall of the Clan Kavanagh, vol. 2, Journal of the Royal Historical and Archaeological Association of Ireland, 1873 (lire en ligne), p. 282-305